# Mistrzostwa Białorusi w piłce nożnej mężczyzn
Mistrzostwa Białorusi w piłce nożnej (biał. Чэмпіянат Беларусі па футболе) – rozgrywki piłkarskie, prowadzone cyklicznie – corocznie lub co sezonowo (na przełomie dwóch lat kalendarzowych) – mające na celu wyłonienie najlepszej męskiej drużyny na Białorusi.

## Historia
Mistrzostwa Białorusi w piłce nożnej oficjalne rozgrywane są od 1992 roku. Obecnie rozgrywki odbywają się w wielopoziomowych ligach: Wyszejszaja liha, Pierszaja liha, Druhaja liha oraz niższych klasach regionalnych.
W 1911 roku po raz pierwszy rozegrane mecze o tytuł mistrza miast na terenie Białorusi. W Homlu najsilniejszym został zespół PGFK, a w Mohylewie mistrzostwo zdobyła drużyna I Gimnazjum. W 1912 roku w Baranowiczach powstał pierwszy białoruski klub piłkarski Orion Baranowicze, potem następne. 1 stycznia 1919 została utworzona Białoruska SRR w składzie ZSRR. Pierwszym klubem na terenie Białoruskiej SRR został Dynama Mińsk założony w 1927.
Pierwsza edycja mistrzostw Białoruskiej SRR startowała w sezonie 1922, w której systemem ligowym 4 drużyny z białoruskich miast walczyły o tytuł mistrza. Następnie rozgrywki prowadzono systemem pucharowym spośród reprezentacji miast i z przerwami organizowane były do 1933 roku. W 1934 po raz pierwszy startowały mistrzostwa wśród klubów. Potem od 1936 mistrzostwa Białoruskiej SRR rozgrywane spośród drużyn towarzystw sportowych pomiędzy białoruskimi zespołami, które nie uczestniczyli w rozgrywkach Mistrzostw ZSRR. W sezonie 1941 mistrzostwa Białoruskiej SRR zostały zawieszone tak jak w końcu czerwca nastąpiła okupacja niemiecka. Po zajęciu przez Armię Radziecką terytorium Białorusi w 1945 ponownie startują mistrzostwa Białoruskiej SRR. To nie były pełnowartościowe mistrzostwa tak jak najlepsze kluby kraju uczestniczyły w mistrzostwach ZSRR.
Po założeniu białoruskiej federacji piłkarskiej – BFF w 1989 roku, rozpoczął się proces zorganizowania pierwszych rozgrywek o mistrzostwo Białorusi. 25 sierpnia 1991 – po puczu Janajewa Białoruś deklaruje niepodległość.
Rozgrywki najwyższej ligi zwanej Pierszaja liha w obecnym formacie zainaugurowano w sezonie 1992. W 1998 liga zmieniła nazwę na Wyszejszaja liha.

## Mistrzowie i pozostali medaliści
| 1922–1991 | Mistrzostwa ZSRR |

| Sezon                                                                                   | K | K | T | Mistrz                    | Wicemistrz             | III miejsce                                          | Br. | Król strzelców                             | Uwagi                                      |
| Mistrzostwa Białoruskiej SRR w piłce nożnej (biał. Чэмпіянат Беларускай ССР па футболе) |   |   |   |                           |                        |                                                      |     |                                            |                                            |
| 1922                                                                                    |   |   | 1 | Zbornaja Mińska           | Zbornaja Bobrujska     | Zbornaja Borysowa                                    | ?   | ?                                          | 4 drużyny                                  |
| 1923                                                                                    |   |   |   |                           |                        |                                                      |     |                                            | nie rozgrywano                             |
| 1924                                                                                    |   |   | 1 | Zbornaja Mińska           | Zbornaja Witebska      | Zbornaja Bobrujska, Zbornaja Borysowa (półfinaliści) | ?   | ?                                          | sys.puch., ? drużyn                        |
| 1925                                                                                    |   |   |   |                           |                        |                                                      |     |                                            | nie rozgrywano                             |
| 1926                                                                                    |   |   | 1 | Zbornaja Bobrujska        | Zbornaja Orszy         | Zbornaja Połocka, Zbornaja Mińska (półfinaliści)     | ?   | ?                                          | sys.puch., ? drużyn                        |
| 1927                                                                                    |   |   |   |                           |                        |                                                      |     |                                            | nie rozgrywano                             |
| 1928                                                                                    |   |   | 1 | Zbornaja Homla            | Zbornaja Połocka       | Zbornaja Bobrujska, Zbornaja Mińska (półfinaliści)   | ?   | ?                                          | sys.puch., ? drużyn                        |
| 1929–1932                                                                               |   |   |   |                           |                        |                                                      |     |                                            | nie rozgrywano                             |
| 1933                                                                                    |   |   | 1 | Zbornaja Homla            | ?                      | ?                                                    | ?   | ?                                          | 8 drużyn                                   |
| 1934                                                                                    |   |   | 1 | BWA Mińsk                 | Dynama Mińsk           | Prafsajuzy Mińsk                                     | ?   | ?                                          | 4 drużyny                                  |
| 1935                                                                                    |   |   | 2 | BWA Mińsk                 | Dynama Mińsk           | Spartak Mińsk                                        | ?   | ?                                          | 4 drużyny                                  |
| 1936                                                                                    |   |   | 3 | BWA Mińsk                 | Zbornaja Witebska      | Zbornaja Bobrujska                                   | ?   | ?                                          | 2 rundy, 2gr.po ? klubów                   |
| 1937                                                                                    |   |   | 1 | Dynama Mińsk              | Spartak Mińsk          | Temp Mińsk                                           | ?   | ?                                          | sys.puch., ? klubów                        |
| 1938                                                                                    |   |   | 2 | Dynama Mińsk              | Spartak Mińsk          | KIM Witebsk                                          | ?   | ?                                          | 2 rundy, 16 klubów                         |
| 1939                                                                                    |   |   | 3 | Dynama Mińsk              | Dynama Witebsk         | Spartak Mińsk                                        | ?   | ?                                          | 6 klubów                                   |
| 1940                                                                                    |   |   | 4 | BDCzA Mińsk               | Uzychod Mińsk          | Dynama Mińsk                                         | ?   | ?                                          | 6 klubów                                   |
| 1941–1945                                                                               |   |   |   |                           |                        |                                                      |     |                                            | nie rozgrywano z powodu II wojny światowej |
| 1945                                                                                    |   |   | 4 | Dynama Mińsk              | Dynama Brześć          | Dynama Grodno                                        | ?   | ?                                          | 7 klubów                                   |
| 1946                                                                                    |   |   | 5 | DA Mińsk                  | Dynama Mińsk           | Spartak Bobrujsk                                     | ?   | ?                                          | 6 klubów                                   |
| 1947                                                                                    |   |   | 1 | Tarpieda Mińsk            | Spartak Bobrujsk       | Dynama Mińsk                                         | ?   | ?                                          | 6 klubów                                   |
| 1948                                                                                    |   |   | 1 | Traktar-MTZ Mińsk         | Lakamatyu Homel        | Spartak Bobrujsk                                     | ?   | ?                                          | 2 rundy, 2gr.po 3 kluby                    |
| 1949                                                                                    |   |   | 2 | Tarpieda-MTZ Mińsk        | Spartak Bobrujsk       | Dynama Mołodeczno                                    | ?   | ?                                          | 2 rundy, 4gr.po 4 kluby                    |
| 1950                                                                                    |   |   | 6 | ADA Mińsk                 | Tarpieda Mińsk         | Spartak Bobrujsk                                     | ?   | ?                                          | 2 rundy, 3gr.po 4, 4 i ? klubów            |
| 1951                                                                                    |   |   | 5 | Dynama Mińsk              | ADA Mińsk              | Spartak Mińsk                                        | ?   | ?                                          | 12 klubów                                  |
| 1952                                                                                    |   |   | 7 | ADA Mińsk                 | Dynama Mińsk           | Spartak Mińsk                                        | ?   | ?                                          | 12 klubów                                  |
| 1953                                                                                    |   |   | 6 | Spartak Mińsk             | Iskra SKIF Mińsk       | Dynama Pińsk                                         | ?   | ?                                          | 2 rundy, 2gr.po 8 klubów                   |
| 1954                                                                                    |   |   | 1 | ADA Pińsk                 | Tarpieda Witebsk       | ADA Mińsk                                            | ?   | ?                                          | 9 klubów                                   |
| 1955                                                                                    |   |   | 1 | FSzM Mińsk                | Zawod Mołatawa Mińsk   | Dynama Wołkowysk                                     | ?   | ?                                          | 2 rundy, 3gr.po 4, 4 i 8 klubów            |
| 1956                                                                                    |   |   | 7 | Spartak Mińsk             | drużyna obwodu Homel   | drużyna obwodu Mohylew                               | ?   | ?                                          | 2 rundy, 3gr.po 3 kluby                    |
| 1957                                                                                    |   |   | 1 | Sputnik Mińsk             | Zbornaja Bobrujska     | Dynama Wołkowysk                                     | ?   | ?                                          | 2 rundy, 4gr.po 6,6,6,8 klubów             |
| 1958                                                                                    |   |   | 1 | Spartak Bobrujsk          | Czyrwony Sciah-1 Mińsk | Zbrnaja Homla                                        | ?   | ?                                          | 2 rundy, 3gr.po 5 klubów                   |
| 1959                                                                                    |   |   | 1 | Mińsk (1 drużyna miejska) | drużyna obwodu Grodno  | drużyna obwodu Mołodeczno                            | ?   | ?                                          | 2 rundy, 3gr.po 5, 4 i 4 klubów            |
| 1960                                                                                    |   |   | 1 | Sputnik Mińsk             | Mietałurh Mohylew      | ADA Pińsk                                            | ?   | ?                                          | 2 rundy, 2gr.po 8 klubów                   |
| 1961                                                                                    |   |   | 1 | Chwala Pińsk              | Spartak Mołodeczno     | Sputnik Mińsk                                        | ?   | ?                                          | 2 rundy, 2gr.po 9 klubów                   |
| 1962                                                                                    |   |   | 2 | Tarpieda Mińsk            | Spartak Mołodeczno     | Sputnik Mińsk                                        | ?   | ?                                          | 2 rundy, 2gr.po 10 klubów                  |
| 1963                                                                                    |   |   | 1 | Spartak Mołodeczno        | Tarpieda Mińsk         | Lakamatyu Brześć                                     | ?   | ?                                          | 2 rundy, 2gr.po 8 klubów                   |
| 1964                                                                                    |   |   | 8 | SKA Mińsk                 | Hwardziejec Mińsk      | Chwala Pińsk                                         | ?   | ?                                          | 2 rundy, 3gr.po 8, 8 i 9 klubów            |
| 1965                                                                                    |   |   | 9 | SKA Mińsk                 | Chimik Grodno          | Narocz' Mołodeczno                                   | ?   | ?                                          | 2 rundy, 3gr.po 8 klubów                   |
| 1966                                                                                    |   |   | 3 | Tarpieda Mińsk            | Sputnik Mińsk          | SKA Mińsk                                            | ?   | ?                                          | 10 klubów                                  |
| 1967                                                                                    |   |   | 4 | Tarpieda Mińsk            | Sputnik Mińsk          | Chimik Grodno                                        | ?   | ?                                          | 10 klubów                                  |
| 1968                                                                                    |   |   | 1 | Sputnik Mińsk             | Tarpieda Mińsk         | Mietałurh Mohylew                                    | ?   | ?                                          | 10 klubów                                  |
| 1969                                                                                    |   |   | 5 | Tarpieda Mińsk            | Impuls Brześć          | Hwardziejec Mińsk                                    | ?   | ?                                          | 10 klubów                                  |
| 1970                                                                                    |   |   | 1 | Tarpieda Żodzino          | Sputnik Mińsk          | Budaunik Bobrujsk                                    | ?   | ?                                          | 10 klubów                                  |
| 1971                                                                                    |   |   | 2 | Tarpieda Żodzino          | Budaunik Bobrujsk      | Impuls Brześć                                        | ?   | ?                                          | 12 klubów                                  |
| 1972                                                                                    |   |   | 2 | Budaunik Bobrujsk         | Tarpieda Żodzino       | Tarpieda Mińsk                                       | ?   | ?                                          | 12 klubów                                  |
| 1973                                                                                    |   |   | 3 | Budaunik Bobrujsk         | Sputnik Mińsk          | Motor Mińsk                                          | ?   | ?                                          | 12 klubów                                  |
| 1974                                                                                    |   |   | 1 | BATE Borysów              | Motor Mińsk            | SKA Mińsk                                            | ?   | ?                                          | 2 rundy, 3gr.po 10 klubów                  |
| 1975                                                                                    |   |   | 8 | Dynama Mińsk              | Budaunik Bobrujsk      | Tarpieda Żodzino                                     | ?   | ?                                          | 2 rundy, 2gr.po 9 i 10 klubów              |
| 1976                                                                                    |   |   | 2 | BATE Borysów              | Biarezina Bobrujsk     | Tarpieda Mińsk                                       | ?   | ?                                          | 2 rundy, 2gr.po 10 klubów                  |
| 1977                                                                                    |   |   | 1 | Sputnik Mińsk             | Dynama-2 Mińsk         | Burawiesnik Mińsk                                    | ?   | ?                                          | 2 rundy, 2gr.po 11 klubów                  |
| 1978                                                                                    |   |   | 1 | Szynnik Bobrujsk          | BATE Borysów           | Temp Barań                                           | ?   | ?                                          | 2 rundy, 2gr.po 11 klubów                  |
| 1979                                                                                    |   |   | 3 | BATE Borysów              | Burawiesnik Mińsk      | Tarpieda Mohylew                                     | ?   | ?                                          | 2 rundy, 2gr.po 11 klubów                  |
| 1980                                                                                    |   |   | 3 | Tarpieda Żodzino          | Szynnik Bobrujsk       | Burawiesnik Mińsk                                    | ?   | ?                                          | 2 rundy, 2gr.po 12 i 11 klubów             |
| 1981                                                                                    |   |   | 4 | Tarpieda Żodzino          | Impuls Homel           | Mietalist Mołodeczno                                 | ?   | ?                                          | 2 rundy, 2gr.po 12 klubów                  |
| 1982                                                                                    |   |   | 1 | Tarpieda Mohylew          | Burawiesnik Mińsk      | Tarpieda Żodzino                                     | ?   | ?                                          | 2 rundy, 2gr.po 11 i 12 klubów             |
| 1983                                                                                    |   |   | 1 | Abutnik Lida              | Tarpieda Mińsk         | Arbita Mińsk                                         | ?   | ?                                          | 2 rundy, 2gr.po 12 klubów                  |
| 1984                                                                                    |   |   | 1 | Arbita Mińsk              | Tarpieda Mohylew       | Traktar Mińsk                                        | ?   | ?                                          | 2 rundy, 2gr.po 11 i 12 klubów             |
| 1985                                                                                    |   |   | 2 | Abutnik Lida              | Tarpieda Żodzino       | Traktar Mińsk                                        | ?   | ?                                          | 2 rundy, 2gr.po 12 klubów                  |
| 1986                                                                                    |   |   | 3 | Abutnik Lida              | Szynnik Bobrujsk       | Sputnik Mińsk                                        | ?   | ?                                          | 2 rundy, 2gr.po 13 i 14 klubów             |
| 1987                                                                                    |   |   | 2 | Szynnik Bobrujsk          | Sputnik Mińsk          | Abutnik Lida                                         | ?   | ?                                          | 2 rundy, 2gr.po 14 klubów                  |
| 1988                                                                                    |   |   | 2 | Sputnik Mińsk             | Szachcior Soligorsk    | Abutnik Lida                                         | ?   | ?                                          | 2 rundy, 2gr.po 14 klubów                  |
| 1989                                                                                    |   |   | 4 | Abutnik Lida              | Sputnik Mińsk          | Szachcior Soligorsk                                  | ?   | ?                                          | 16 klubów                                  |
| 1990                                                                                    |   |   | 3 | Sputnik Mińsk             | Szachcior Soligorsk    | Tarpieda Mińsk                                       | 22  | Siarhiej Baranouski (Sputnik Mińsk)        | 16 klubów                                  |
| 1991                                                                                    |   |   | 1 | Mietałurh Mołodeczno      | Tarpieda Mohylew       | SKB Witebsk                                          | 26  | Alaksandr Wiażewicz (Mietałurh Mołodeczno) | 15 klubów                                  |

| Sezon   | K | K | T  | Mistrz              | Wicemistrz            | III miejsce             | Br. | Król strzelców                                                       | Uwagi     |
| 1992    |   |   | 1  | Dynama Mińsk        | Dniapro Mohylew       | Dynama Brześć           | 11  | Andrej Skorabahaćka (Dniapro Mohylew)                                | 16 klubów |
| 1992/93 |   |   | 2  | Dynama Mińsk        | FK Witebsk            | Dynama-93 Mińsk         | 11  | Siarhiej Baranouski (Dynama Mińsk)                                   | 17 klubów |
| 1993/94 |   |   | 3  | Dynama Mińsk        | Dynama-93 Mińsk       | FK Witebsk              | 21  | Piatro Kaczura (Dynama-93 Mińsk/Dynama Mińsk)                        | 16 klubów |
| 1994/95 |   |   | 4  | Dynama Mińsk        | FK Witebsk            | Dynama-93 Mińsk         | 19  | Pawieł Staurou (Dynama-93 Mińsk)                                     | 16 klubów |
| 1995    |   |   | 5  | Dynama Mińsk        | Sławija Mozyrz        | Dynama-93 Mińsk         | 16  | Siarhiej Jaromka (Sławija Mozyrz)                                    | 16 klubów |
| 1996    |   |   | 1  | Sławija Mozyrz      | Dynama Mińsk          | Biełszyna Bobrujsk      | 34  | Andrej Chlebasołau (Biełszyna Bobrujsk)                              | 16 klubów |
| 1997    |   |   | 6  | Dynama Mińsk        | Biełszyna Bobrujsk    | FK Witebsk              | 19  | Andrej Chlebasołau (Biełszyna Bobrujsk)                              | 16 klubów |
| 1998    |   |   | 1  | Dniapro Mohylew     | BATE Borysów          | Biełszyna Bobrujsk      | 19  | Siarhiej Jaromka (Tarpeda Mińsk)                                     | 15 klubów |
| 1999    |   |   | 1  | BATE Borysów        | Sławija Mozyrz        | FK Homel                | 21  | Waleryj Strypiejkis (Sławija Mozyrz)                                 | 16 klubów |
| 2000    |   |   | 2  | Sławija Mozyrz      | BATE Borysów          | Dynama Mińsk            | 31  | Raman Wasiluk (Sławija Mozyrz)                                       | 16 klubów |
| 2001    |   |   | 1  | Biełszyna Bobrujsk  | Dynama Mińsk          | BATE Borysów            | 25  | Siergiej Dawidow (Nioman Grodno)                                     | 14 klubów |
| 2002    |   |   | 2  | BATE Borysów        | Nioman Grodno         | Szachcior Soligorsk     | 18  | Waleryj Strypiejkis (Biełszyna Bobrujsk)                             | 14 klubów |
| 2003    |   |   | 1  | FK Homel            | BATE Borysów          | Dynama Mińsk            | 18  | Hienadź Bliźniuk (FK Homel) Siarhiej Karnilenka (Dynama Mińsk)       | 16 klubów |
| 2004    |   |   | 7  | Dynama Mińsk        | BATE Borysów          | Szachcior Soligorsk     | 18  | Waleryj Strypiejkis (Naftan Nowopołock)                              | 16 klubów |
| 2005    |   |   | 1  | Szachcior Soligorsk | Dynama Mińsk          | MTZ-RIPA Mińsk          | 16  | Waleryj Strypiejkis (Naftan Nowopołock)                              | 14 klubów |
| 2006    |   |   | 3  | BATE Borysów        | Dynama Mińsk          | Szachcior Soligorsk     | 17  | Aliaksandr Klimenka (Szachcior Soligorsk)                            | 14 klubów |
| 2007    |   |   | 4  | BATE Borysów        | FK Homel              | Szachcior Soligorsk     | 24  | Raman Wasiluk (FK Homel)                                             | 14 klubów |
| 2008    |   |   | 5  | BATE Borysów        | Dynama Mińsk          | MTZ-RIPA Mińsk          | 16  | Hienadź Bliźniuk (BATE Borysów) Witalij Radzionau (BATE Borysów)     | 16 klubów |
| 2009    |   |   | 6  | BATE Borysów        | Dynama Mińsk          | Dniapro Mohylew         | 15  | Maycon (FK Homel)                                                    | 14 klubów |
| 2010    |   |   | 7  | BATE Borysów        | Szachcior Soligorsk   | FK Mińsk                | 15  | Renan Bressan (BATE Borysów)                                         | 12 klubów |
| 2011    |   |   | 8  | BATE Borysów        | Szachcior Soligorsk   | FK Homel                | 13  | Renan Bressan (BATE Borysów)                                         | 12 klubów |
| 2012    |   |   | 9  | BATE Borysów        | Szachcior Soligorsk   | Dynama Mińsk            | 14  | Dzmitryj Asipienka (Szachcior Soligorsk)                             | 11 klubów |
| 2013    |   |   | 10 | BATE Borysów        | Szachcior Soligorsk   | Dynama Mińsk            | 14  | Witalij Radzionau (BATE Borysów)                                     | 12 klubów |
| 2014    |   |   | 11 | BATE Borysów        | Dynama Mińsk          | Szachcior Soligorsk     | 15  | Mikałaj Janusz (Szachcior Soligorsk)                                 | 12 klubów |
| 2015    |   |   | 12 | BATE Borysów        | Dynama Mińsk          | Szachcior Soligorsk     | 15  | Mikałaj Janusz (Szachcior Soligorsk)                                 | 14 klubów |
| 2016    |   |   | 13 | BATE Borysów        | Szachcior Soligorsk   | Dynama Mińsk            | 15  | Michaił Hardziejczuk (BATE Borysów) Witalij Radzionau (BATE Borysów) | 16 klubów |
| 2017    |   |   | 14 | BATE Borysów        | Dynama Mińsk          | Szachcior Soligorsk     | 18  | Michaił Hardziejczuk (BATE Borysów)                                  | 16 klubów |
| 2018    |   |   | 15 | BATE Borysów        | Szachcior Soligorsk   | Dynama Mińsk            | 15  | Pawieł Sawicki (Dynama Brześć)                                       | 16 klubów |
| 2019    |   |   | 1  | Dynama Brześć       | BATE Borysów          | Szachcior Soligorsk     | 19  | Illa Szkuryn (Eniergietyk-BDU Mińsk)                                 | 16 klubów |
| 2020    |   |   | 2  | Szachcior Soligorsk | BATE Borysów          | Tarpieda-BiełAZ Żodzino | 19  | Maksim Skawysz (BATE Borysów)                                        | 16 klubów |
| 2021    |   |   | 3  | Szachcior Soligorsk | BATE Borysów          | Dynama Mińsk            | 19  | Dembo Darboe (Szachcior Soligorsk)                                   | 16 klubów |
| 2022    |   |   | –  | Szachcior Soligorsk | Eniergietyk-BDU Mińsk | BATE Borysów            | 26  | Bobir Abdixolikov (Eniergietyk-BDU Mińsk)                            | 16 klubów |
| 2023    |   |   | 8  | Dynama Mińsk        | Nioman Grodno         | Tarpieda-BiełAZ Żodzino | 16  | Vladislav Morozov (Dynama Mińsk)                                     | 16 klubów |
| 2024    |   |   | 9  | Dynama Mińsk        | Nioman Grodno         | Tarpieda-BiełAZ Żodzino | 17  | Junior Effaghe (FK Homel)                                            | 16 klubów |

## Statystyka

### Klasyfikacja według klubów
W dotychczasowej historii Mistrzostw Białorusi na podium oficjalnie stawało w sumie 13 drużyn. Liderem klasyfikacji jest BATE Borysów, który zdobył 15 tytułów mistrzowskich.
Stan po zakończeniu sezonu 2024.
| Lp. | Klub                    | Miejsca na podium | Miejsca na podium | Miejsca na podium | Zwycięskie sezony                                             |   |   |                                                                                          |
| --- | ----------------------- | ----------------- | ----------------- | ----------------- | ------------------------------------------------------------- | - | - | ---------------------------------------------------------------------------------------- |
| Lp. | Klub                    | 1.                | BATE Borysów      | 15                | Zwycięskie sezony                                             | 7 | 2 | 1999, 2002, 2006, 2007, 2008, 2009, 2010, 2011, 2012, 2013, 2014, 2015, 2016, 2017, 2018 |
| 2.  | Dynama Mińsk            | 9                 | 9                 | 7                 | 1992, 1992/93, 1993/94, 1994/95, 1995, 1997, 2004, 2023, 2024 |   |   |                                                                                          |
| 3.  | Szachcior Soligorsk     | 3                 | 6                 | 8                 | 2005, 2020, 2021                                              |   |   |                                                                                          |
| 4.  | Sławija Mozyrz          | 2                 | 2                 | 0                 | 1996, 2000                                                    |   |   |                                                                                          |
| 5.  | Biełszyna Bobrujsk      | 1                 | 1                 | 2                 | 2001                                                          |   |   |                                                                                          |
| 5.  | FK Homel                | 1                 | 1                 | 2                 | 2003                                                          |   |   |                                                                                          |
| 7.  | Dniapro Mohylew         | 1                 | 1                 | 1                 | 1998                                                          |   |   |                                                                                          |
| 8.  | Dynama Brześć           | 1                 | 0                 | 1                 | 2019                                                          |   |   |                                                                                          |
| 9.  | Nioman Grodno           | 0                 | 3                 | 0                 |                                                               |   |   |                                                                                          |
| 10. | FK Witebsk              | 0                 | 2                 | 2                 |                                                               |   |   |                                                                                          |
| 11. | Dynama-93 Mińsk         | 0                 | 1                 | 3                 |                                                               |   |   |                                                                                          |
| 12. | Tarpieda-BiełAZ Żodzino | 0                 | 0                 | 3                 |                                                               |   |   |                                                                                          |
| 13. | MTZ-RIPA Mińsk          | 0                 | 0                 | 2                 |                                                               |   |   |                                                                                          |
| 14. | FK Mińsk                | 0                 | 0                 | 1                 |                                                               |   |   |                                                                                          |

### Klasyfikacja według miast
Siedziby klubów: Stan po zakończeniu sezonu 2024.
| Miasto    | Liczba tytułów | Kluby                   |
| --------- | -------------- | ----------------------- |
| Borysów   | 15             | BATE Borysów (15)       |
| Mińsk     | 9              | Dynama Mińsk (9)        |
| Soligorsk | 3              | Szachcior Soligorsk (3) |
| Mozyrz    | 2              | Sławija Mozyrz (2)      |
| Bobrujsk  | 1              | Biełszyna Bobrujsk (1)  |
| Brześć    | 1              | Dynama Brześć (1)       |
| Homel     | 1              | FK Homel (1)            |
| Mohylew   | 1              | Dniapro Mohylew (1)     |

## Uczestnicy
Są 39 zespołów, które wzięli udział w 34 sezonach Mistrzostw Białorusi, które były prowadzone od 1992 aż do sezonu 2024 łącznie. Tylko Dynama Brześć, Dynama Mińsk, Nioman Grodno i Szachcior Soligorsk były zawsze obecne w każdej edycji.
Pogrubione zespoły biorące udział w sezonie 2024.
- 34 razy: Dynama Brześć, Dynama Mińsk, Nioman Grodno, Szachcior Soligorsk
- 28 razy: Dniapro Mohylew, FK Homel, FK Witebsk
- 27 razy: BATE Borysów
- 25 razy: Tarpieda-BiełAZ Żodzino
- 23 razy: Naftan Nowopołock
- 22 razy: Biełszyna Bobrujsk
- 21 razy: Sławija Mozyrz
- 17 razy: FK Mińsk
- 15 razy: Tarpieda Mińsk
- 12 razy: FK Mołodeczno-2013
- 11 razy: FK Słuck
- 10 razy: Torpedo Mohylew
- 9 razy: Zorka-BDU Mińsk, Isłacz Minski Rajon, Wiedrycz-97 Reczyca
- 7 razy: Dynama-93 Mińsk, FK Lida, Partyzan Mińsk
- 6 razy: Daryda Miński rajon, FK Smorgonie
- 5 razy: FK Bobrujsk, FK Haradzieja
- 4 razy: Hranit Mikaszewicze, Lakamatyu Mińsk, Lakamatyu Witebsk
- 3 razy: Ataka Mińsk, Kamunalnik Słonim, Krumkaczy Mińsk, FK Stare Dorohi
- 2 razy: Arsienał Dzierżynsk, Ruch Brześć, FK Smalawiczy
- 1 raz: FK Osipowicze, Sawit Mohylew, Łucz Mińsk, Transmasz Mohylew.